# 구글 TV (스마트 TV 플랫폼)
구글 TV(Google TV)는 안드로이드 운영 체제에 기반을 둔 HDTV, 셋톱박스 등을 위한 서비스이다. 구글이 개발했으며 이 프로젝트는 2010년 10월 6일 구글과 파트너들이 구글 I/O에서 공식 공표했다.

## 특징
- TV 프로그램, VOD, 인터넷, 앱 통합 검색
- 음성 검색 및 인식
- 구글 크롬 브라우저
- 구글 플레이
- 유튜브, 넷플릭스, 아마존 비디오, HBO GO, 트위트, 판도라, 구글 뮤직, CNN, 월스트리트 저널, 징가 포커 등의 다수의 TV 최적화 앱 제공
- 케이블이나 위성 박스에 HDMI 단자 지원
- 스마트폰과의 교류 지원, 안드로이드폰이나 아이폰을 리모콘으로 이용 가능

## 파트너
- 제조사 파트너 : LG전자, 소니, 에이수스, 하이센스, TCL, 넷기어, 비지오, 휴맥스, 삼성전자 등 다수
- 칩셋 파트너 : 마벨 테크놀로지 그룹, 엠스타, 엔비디아, ST마이크로일렉트로닉스, 인텔 등 다수

## 한국 출시
- 2012년 10월 16일 : 대한민국에서는 LG유플러스가 구글과 합작해 만든 'u+tv G'를 발표/출시했다.[3][4]
- 2013년 1월 9일 : LG유플러스는 IPTV와 구글TV를 하나로 묶은 'u+tv G' 서비스가 두달 반 만에 10만 가입자를 돌파했다고 9일 밝혔다.[5]
- 2014년 9월 30일 : LG유플러스가 4k UHD 방송을 제공하는 세계최초의 쿼드코어 UHD IPTV 'U+tv G 4K UHD'를 출시했다.

## 같이 보기
- 홈 시어터 PC